# Accurate Recording
Die Funktion Accurate Recording (AR) ermöglicht bei digitalen Videorekordern (PVR, DVR) den sendungsgenauen Mitschnitt von digitalen Fernsehsendungen ohne überflüssige Vor- und Nachlaufzeiten. Die Aufnahme startet automatisch am Anfang der Sendung und endet wenige Sekunden nach dem Ende der Sendung. Der PVR wertet dabei die Daten aus, die in der Tabelle »EIT present/following« (EIT p/f) übermittelt werden. Für die Steuerung der sendungsgenauen Aufzeichnung wird die event_id oder (falls vorhanden) die TVA_id benutzt. Durch den Einsatz dieser sogenannten »Event-Identifier« (Ereigniskennzahlen) ist die sendungsgenaue Aufzeichnung unabhängig von den oftmals ungenauen Zeitangaben in der Tabelle »EIT Schedule« möglich. Die Funktion AR ersetzt das vom analogen Fernsehen her bekannte Video Programming System (VPS) / Programme Delivery Control (PDC) und wird auch als „Perfect Recording“ oder „signalunterstützte Aufnahme“ oder „automatische Zeitsteuerung“ bezeichnet. Gegenwärtig wird Accurate Recording im deutschsprachigen Raum vorwiegend von den öffentlich-rechtlichen Sendeanstalten ARD, ZDF, ORF und SRG unterstützt.